# 耶韦斯
耶韦斯，是西班牙卡斯蒂利亚-拉曼恰瓜达拉哈拉省的一个市镇。总面积17平方公里，总人口203人（2001年），人口密度12人/平方公里。